# 蘇紹文
蘇紹文（1903年8月9日—1996年5月25日），本名炎坤，字天行，是一位出身新竹的客家裔中華民國將領及政治人物。

## 生平
1903年，他誕生於日治臺灣新竹廳東門外，並被取名「炎坤」；在出生不久前，他的父親蘇砥卿就過世了，他後來也因此由叔父蘇水錦與母親撫養長大。 
後來，他就讀並畢業於私塾、新竹公學校及臺灣商工學校，也曾在其間於新竹廳擔任勤務一職。1923年，他前往廈門鼓浪嶼，並改名「紹文」，並稍後就讀於北京大學工部預科，但隨即肄業。在校期間受蔣百里、黃膺白、白雄飛影響，對軍事產生興趣。
1925年7月25日，他與譚素容在青島結婚。1927年1月10日，他的大女兒君瑩出生。
1927年4月，他假藉福建思明縣籍，入日本陸軍士官學校20期砲科（及陸軍砲工學校普通科及高等科砲兵學班等）就讀，後於1929年7月畢業。1930年入日本陸軍砲兵學校普通科38期。 此後，他曾在南京陸軍官校擔任其第7期少校戰術教官（羅友倫、王寓農等皆該期學員），也曾參加中原大戰，於隴海線及津浦線戰役分別與馮玉祥、閻錫山所率軍隊對抗。1936年，他被指任為中華民國軍政部兵工署軍械司長，其後又逐漸晉升至軍政部少將副部長一職。1942年，調任陸軍特種兵聯合分校砲兵科少將科長，在兵器學及觀測射擊理論提供其專長，對國軍砲兵軍官教育及兵工技術提供等甚有貢獻。1944年，獲派為中央訓練團教育委員會少將教官；又在戰後被指任為臺灣省警備總司令部第一處少將處長。
臺灣光復時，他因身為「前進指揮所」（臺灣省警備總司令部軍事占領接收臺灣的先遣單位，由臺灣省警備總司令部、臺灣省行政長官公署與美軍合組）成員，而在1945年10月5日乘美軍運輸機抵臺北。
1947年二二八事件爆發後，他奉命被派兼任桃園防衛司令、新竹防衛司令，親自率領56名士官兵前往桃竹苗等地進行「鎮撫工作」；在與當地士紳的人脈關係下，同時透過以溝通代替鎮壓等方式，使得亂事得以受控制，且傷害相對其他地區較小許多，後受任為台灣全省警備司令部少將副參謀長。同年9月，他當選為新竹區首屆國大代表。1949年後，任台灣警備總司令部第四處處長、東南長官公署監察處處長、國防部少將參事，1950年晉升中將，卻無緣參與軍事學術之教學。
1952年，他晉升為陸軍中將，為當時國軍高階將領中少見之臺籍人士。1962年任台灣省政府委員，1964年實地赴台澎各縣市鄉鎮深入考察研究，撰成五十萬言之考察報告，為歷任省主席所採納。1972年自省府委員會退休，1975年受聘為光復大陸設計委員會臺北研究區軍事召集人。
1989年，他自國民大會退職。
此外，他愛好閱讀、攝影與聆聽古典音樂，並維持其嗜好直至晚年。1996年在台北過世，享耆壽93歲。

## 外部鏈結
- 對新竹人有恩的蘇紹文將軍 - 教育大市集 （页面存档备份，存于）
- 台籍將軍蘇紹文與二二八- 武之璋的部落格- udn部落格 （页面存档备份，存于）